# Стрыйский вагоноремонтный завод
Стрыйский вагоноремонтный завод (укр. Стрийський вагоноремонтний завод) — завод по ремонту, модернизации и производству грузовых вагонов.

## История
Основан в 1874 году как главные паровозные мастерские, обслуживавшие Львовскую железную дорогу.
В ходе боевых действий Великой Отечественной войны и в период немецкой оккупации мастерские серьёзно пострадали, но после окончания войны в соответствии с четвёртым пятилетним планом восстановления и развития народного хозяйства СССР в 1950 году были восстановлены как вагоноремонтный завод по ремонту грузовых вагонов. Проектирование корпусов завода выполнил архитектор А. М. Шуляр.
В марте 1995 года Верховная Рада Украины внесла завод в перечень предприятий, приватизация которых запрещена в связи с их общегосударственным значением.
В августе 1997 года завод был включён в перечень предприятий, имеющих стратегическое значение для экономики и безопасности Украины.
В связи с повышением цен на энергоносители в январе 2009 года завод был переведён на мазут с целью сокращения использования природного газа
Начавшийся в 2008 году экономический кризис осложнил положение предприятия. 2009 год завод завершил с убытком 12 млн. гривен. В 2010 году положение предприятия стабилизировалось. В 2010 году завод отремонтировал 868 вагонов, в 2011 году - 1579 вагонов.
С 1 января 2012 года обслуживание находившегося в государственной собственности специального подвижного состава украинских железных дорог выполняют Стрыйский вагоноремонтный завод и вагоноремонтные депо Дрогобыча, Жмеринки и Ужгорода.
В 2012 году завод отремонтировал 1052 вагона, в 2013 году - 1551 вагон.
В июне 2014 года Кабинет министров Украины передал 100% акций завода в собственность акционерного общества железнодорожного транспорта "Українська залізниця". В 2014 году завод отремонтировал 1400 вагонов.
В январе - августе 2017 года завод произвел 108 полувагонов.

## Производство
Завод производит капитальный ремонт грузовых вагонов (крытых универсальных, полувагонов универсальных 4-осных, хоппер-зерновозов, хоппер-минераловозов, хоппер-цементовозов, платформ универсальных), модернизацию грузовых вагонов, производство запасных частей для подвижного состава, производство грузовых вагонов (с 2004 года).